# تشارلز كلاب (قاضي)
تشارلز كلاب (بالإنجليزية: Charles Clapp)‏ هو قاضي أمريكي، ولد في 25 ديسمبر 1923، وتوفي في 16 يونيو 2004.